# La mujer en el Antiguo Egipto

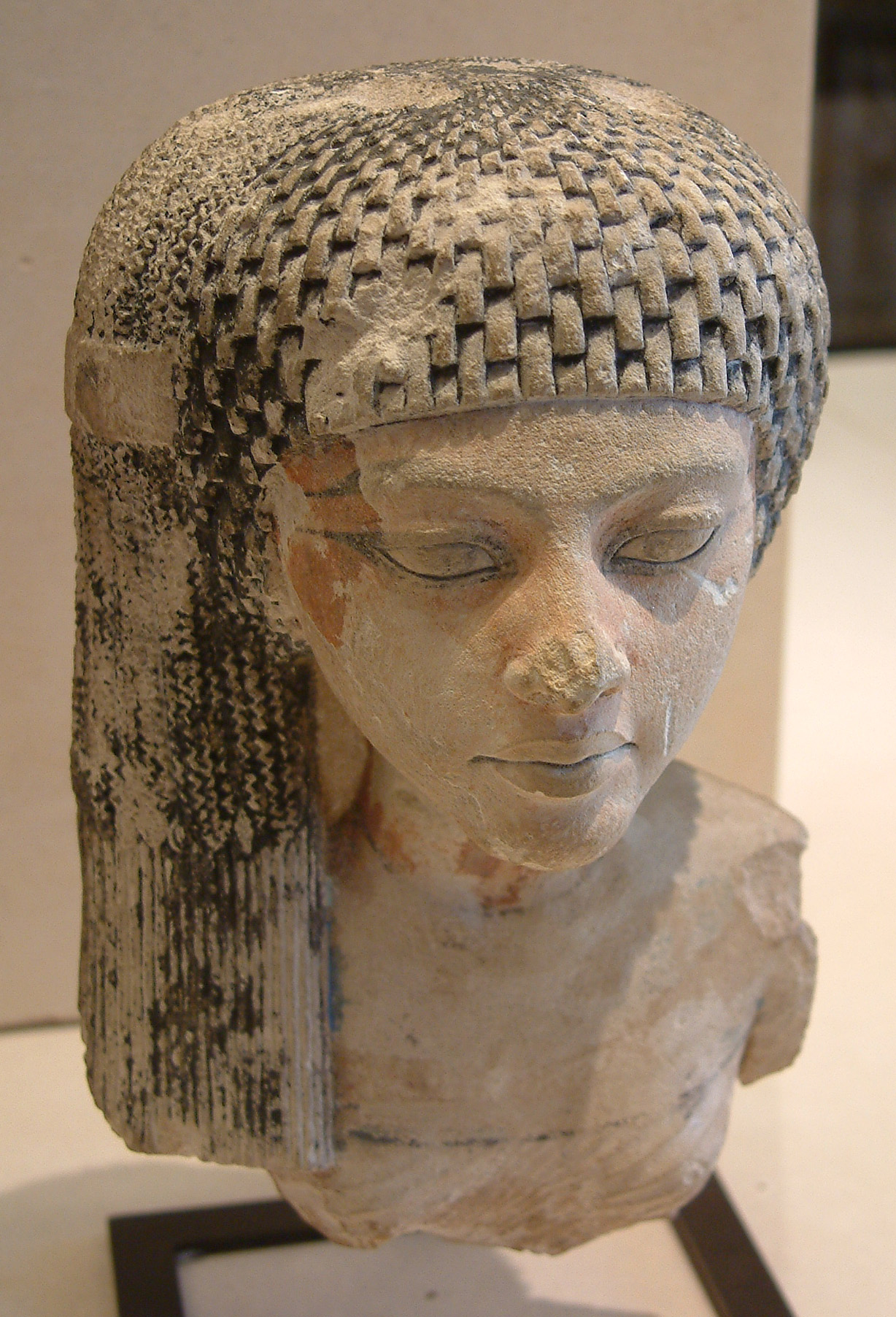
Busto de princesa hallado en Tell el Amarna

El hombre y la mujer estaban bien diferenciados en la sociedad tradicional, aunque tampoco parece que hubiera una barrera insuperable para quien quisiera variar el esquema.
El lugar que ocupaban en el Antiguo Egipto es semejante al que ocupaban las mujeres en otras culturas de la época, inclusive al de épocas posteriores. A pesar de esto, está muy distante de la sociedad griega, donde la mujer era considerada como «un menor de edad eterno», ya que el egipcio de aquel tiempo reconocía a la mujer como su complemento, y no como su igual ni como su inferior.
Este respeto se expresaba claramente tanto en la teología como en la moral.
La insistencia de los moralistas egipcios en recordar al hombre sus deberes hacia las mujeres, hace suponer que no fue raro en la práctica que algunos varones abusaran de su posición.

## Igualdad ante la ley
| V30 · X1 | O1 · Z1 |

| V30 · X1 | O1 · Z1 |

Para los antiguos egipcios, los niños eran lo más importante. En la familia, la mujer era la «dueña de la casa», a diferencia de la Antigua Grecia o Roma, donde quien dirigía la familia era el hombre (pater familias) .
Parece que varón y mujer eran iguales ante la ley, en contraste con el derecho griego y el romano. Ellas podían manejar su propia herencia o estar al frente de un negocio, como la dama Nenofer en el Imperio Nuevo; podían ser también médicos, como la dama Peseshet durante la Dinastía IV.

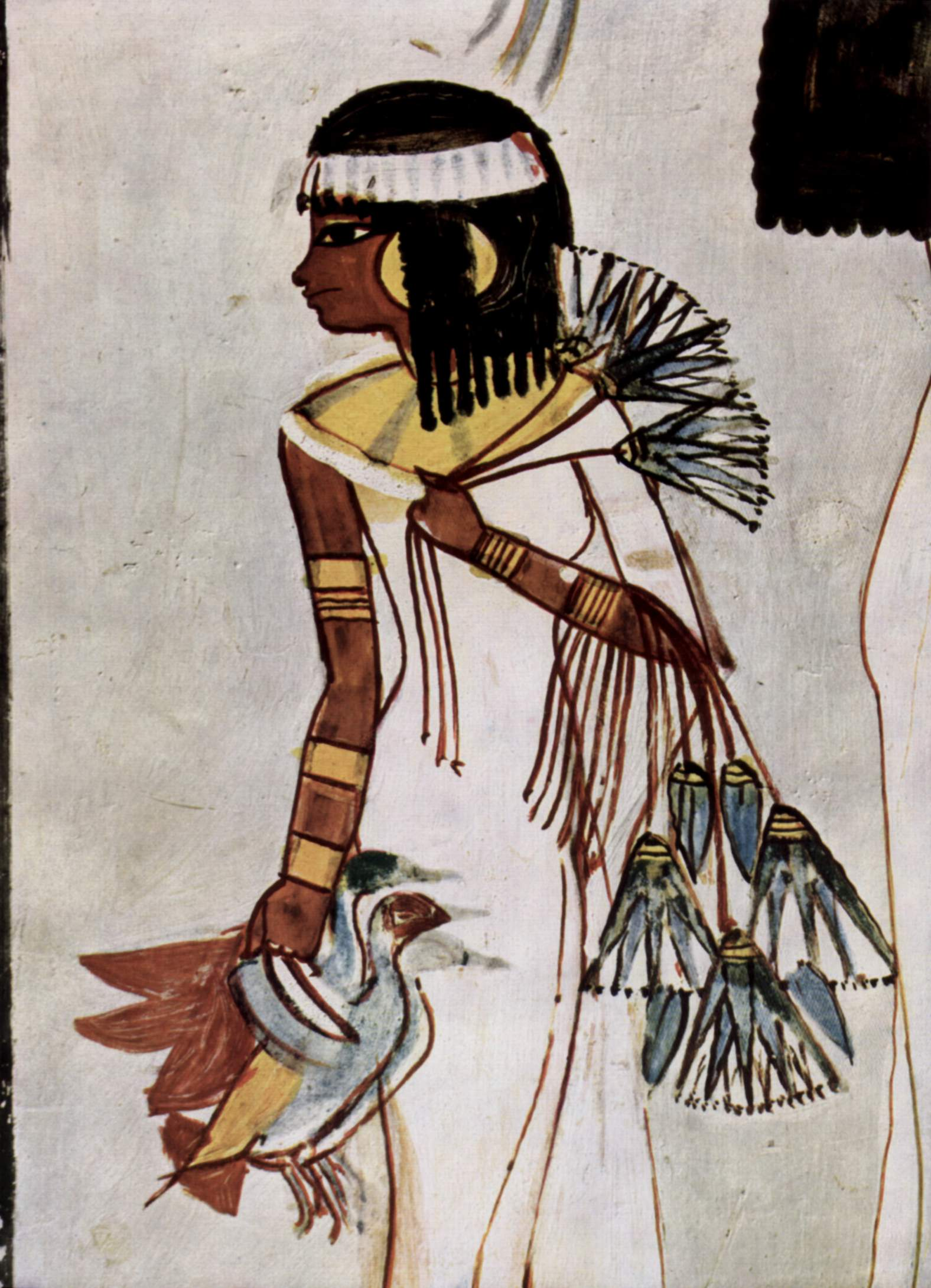
Escena de caza

Al casarse, la mujer mantenía su nombre, con el añadido «esposa de X», lo que es natural ya que el matrimonio no constaba como un acto administrativo, cosa rara en un Estado con la mayor burocracia posible, ni tampoco era una demostración religiosa. Simplemente, ratificaba el hecho de que un hombre y una mujer deseaban convivir, eso en el caso en que se hiciera un contrato matrimonial, que no era necesario más que a efectos económicos para diferenciar el patrimonio de cada cual.
El marido debía garantizar el bienestar de su esposa, incluyendo, por supuesto, el plano material. El escriba Ani del Imperio Nuevo aconsejaba así al futuro esposo:

Si eres sabio, mantén tu casa, ama a tu mujer, aliméntala apropiadamente, vístela bien. Acaríciala y cumple sus deseos. No seas brutal, obtendrás más de ella por la consideración que por la violencia: si la empujas, la casa va al agua. Ábrele tus brazos, llámala; demuéstrale tu amor.

Por supuesto las cosas no siempre transcurrían de forma idílica, y el divorcio estaba admitido. Se daba por iniciativa de uno u otro cónyuge: si procedía el marido, tenía que ceder una parte de los bienes a su esposa; si era la mujer quien tomaba la iniciativa, ella tenía la misma obligación, pero en una medida menor. Existía la posibilidad del recurso ante la Administración, para recuperar los bienes del hogar, aunque aquella no hubiera intervenido en el matrimonio. Podía ganar el juicio y casarse de nuevo, como lo demuestran los papiros arameos de Elefantina (siglo V a. C.).
El himno a Isis (papiros de Oxirrinco, siglo II a. C.), muestra esta igualdad de la mujer y el hombre, dirigiéndose a la diosa «el honor del sexo femenino»:

Eres la dueña de la tierra [...] tú has dado un poder a las mujeres igual al de los hombres.

También se la consideraba compañera de su esposo, y solía acompañarle en múltiples ocasiones a cazar y a pescar, cogidos de la mano y a veces desempeñaba el papel de consejera, incluso en asuntos políticos.
Desgraciadamente, la insistencia de los moralistas egipcios en recordar al hombre sus deberes hacia las mujeres, hace suponer que no fue raro en la práctica que los varones abusaran de su posición.
Los hijos, frecuentemente, se designaban con el nombre de su madre, ya que el nombre del padre era secundario. Como en todas las culturas tradicionales, había un gran vínculo entre generaciones familiares siendo norma que los hijos protegieran a sus progenitores ancianos. En la casa de familias acomodadas, la mujer tenía sus propias estancias, el opet, donde convivía con sus hijos y la servidumbre.
Son innumerables sus representaciones al lado de su marido. Durante el Imperio Antiguo, aunque las representaciones de las mujeres estaban jerarquizadas y eran de menor tamaño que la de sus maridos, su importancia social era destacable, pues además, las propiedades pasaban de madres a hijas.
A partir de la Dinastía XVIII con Amenofis III, su gran esposa real Tiy fue representada en todos los monumentos construidos por su marido, en condiciones casi de total igualdad con él. Posteriormente, similar sería el caso entre Akenatón y su esposa Nefertiti.

## La mujer en la literatura
Si pintores y escultores nos muestran a la mujer con una imagen serena en el entorno de una familia floreciente, los escritores no dudan en hacerla aparecer como el origen de distintas desgracias y la culpable de varios pecados.
Así, citado por Gaston Maspero en Cuentos populares, encontramos las desventuras de Bytau, un modesto criado de una granja, hermano de Anupu. 
Seducido por la mujer de Anupu, Bytau se rinde al encanto de la hermosa dama… que no vacila en delatarlo después ante Anoupou; la pérfida mujer no parará hasta obtener de su marido un severo castigo para el pobre Bytau. 
Pero ella fue castigada a su vez: Anupu comprende, demasiado tarde, que era el juguete de su mujer, por lo que la mata y arroja su cuerpo a los perros.
Guardémonos de una interpretación errónea: la descripción poco aduladora de la mujer en la literatura no significa que sea despreciada: el faraón se beneficia a menudo del mismo tratamiento por los narradores, que le presentan como limitado y fantástico.

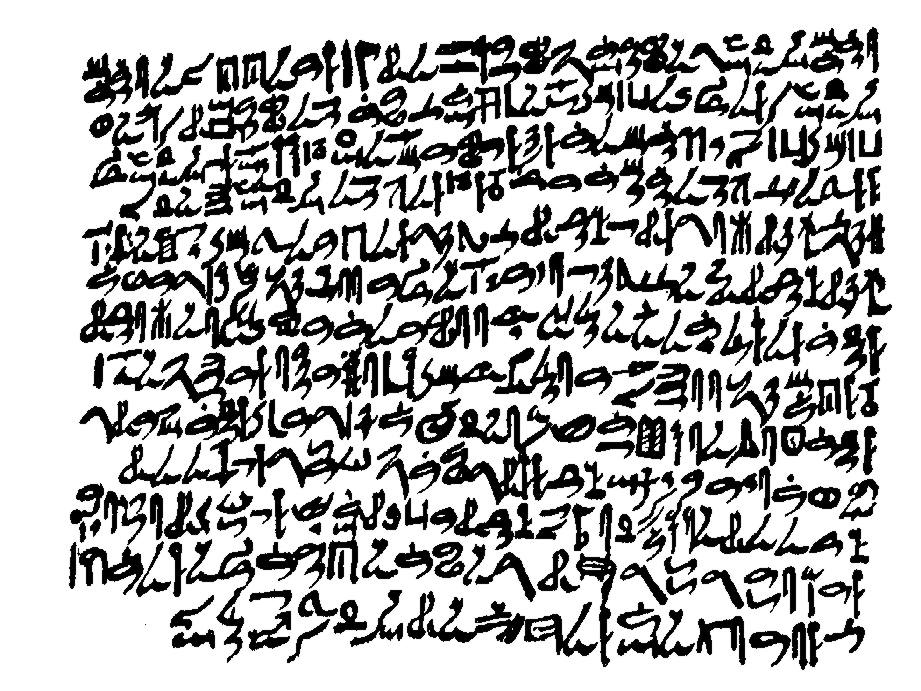
El Papiro Prisse (1900 a. C.), uno de los textos más antiguos del mundo.

El hombre es invitado a cuidar a su mujer; así el escriba Ptahhotep, de la Dinastía III se expresa de la siguiente manera (en el Papiro Prisse, del 1900 a. C., uno de los textos más antiguos del mundo):

Debes amar a tu mujer de todo corazón, [...], complace su corazón durante todo el tiempo de tu vida.

Pero también aconsejaba:

Mantén plena reserva en tu relación con la mujer. Allí donde intervienen, nada se lleva a bien.

El romanticismo está presente en la literatura egipcia, por ejemplo, en un papiro egipcio que actualmente se encuentra en poder del Museo de Leiden (Alemania):

Yo te tomé como mujer cuando era un joven. Estaba contigo. Entonces conquisté todos los grados, y no te abandoné. No hice sufrir tu corazón. He aquí que lo hice cuando era joven y cuando ejercité todas las altas funciones de faraón, vida, salud y fuerza. Yo no te abandoné, al contrario, dije: «Estoy contigo». [...] Mis perfumes, los dulces, la ropa, no los hice para llevárselos a otra. [...] Cuando tú caíste enferma, llamé a un oficial de la salud para que hiciera lo necesario [...] Cuando volví a Menfis, solicité un permiso al faraón, fui al lugar donde te quedaste [la tumba] y lloré mucho. [...] Yo no entraré en otra casa [...] Ahora, aquí están las hermanas de la casa, no iré con ninguna de ellas.
citado por Pierre Montet

## Imagen divina

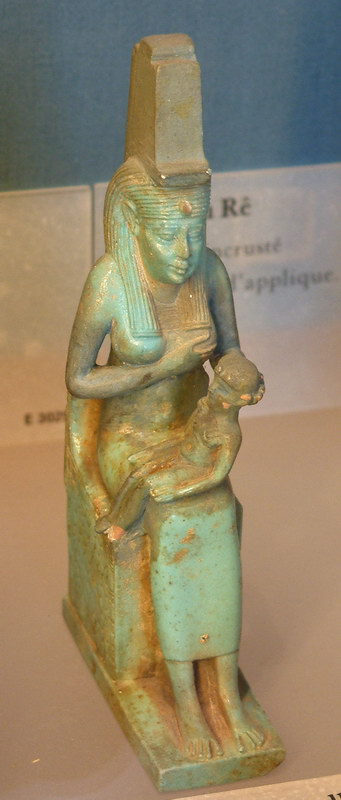
Isis como madre

Entre la gran abundancia de divinidades de la mitología egipcia, existen numerosas diosas, como en el caso de Grecia. Estudiar sus símbolos indica la imagen que tuvo la mujer a los ojos de los egipcios de la antigüedad.
Como las divinidades griegas, muchas están relacionadas entre sí por lazos de sangre o maritales, como, por ejemplo, Isis y su hermana Neftis, esposas respectivas de Osiris y de Seth, asimismo hermanos.
La mujer y su imagen se asocian muy a menudo con la vida y la fertilidad. Este es el caso de la diosa Isis, que se asocia con varios principios: en tanto que esposa de Osiris, que fue matado por su hermano, se relaciona con los ritos funerarios. Como madre, se convierte en la protección femenina pero, especialmente, como símbolo de la matriz, la que da la vida. Por medio de esta diosa, los principios de la vida y la muerte se unen estrechamente. De hecho, aunque ella esté asociada con los ritos funerarios, es necesario recordar que la meta de estos ritos era evitar al difunto el experimentar una segunda muerte en la otra vida, lo que además explica el alimento descubierto en las tumbas por los arqueólogos. Por otra parte, la vida en su aspecto físico no tiene sentido más que por la muerte, porque ambos principios forman parte de un proceso de renacimiento eterno que es, en un sentido espiritual, el ciclo de la vida. Uno de los símbolos de la diosa es la palmera, el símbolo de la vida eterna: Isis insufla a su esposo muerto el soplo de vida eterna.
Esta idea de la vida eterna y de la madurez que refleja Isis, reverenciada como Madre celestial la hará, con el paso del tiempo, la diosa más importante de la mitología egipcia, llevando su influencia a las religiones de diferentes civilizaciones donde su culto se consolidará, especialmente en todo el imperio romano.
Las diosas más influyentes son:
- Isis: la Gran Maga, la gran diosa Madre amorosa, esposa fiel, reina de los dioses, diosa de la maternidad y del nacimiento.
- Hathor: la diosa del amor, de la belleza, diosa nutricia, de la danza y las artes musicales, y patrona de los ebrios.
- Bastet: la diosa protectora del hogar.
- Sejmet: la diosa feroz.
- Tueris, la Grande: diosa de la fertilidad, protectora de las embarazadas.

## Reinas
Raras son las civilizaciones antiguas donde la mujer podría alcanzar puestos sociales importantes. En Egipto, no solo no son raros los ejemplos de mujeres como funcionarias de alto rango, sino que asombra otra vez (por la época), el descubrir a mujeres en la función suprema de faraón.

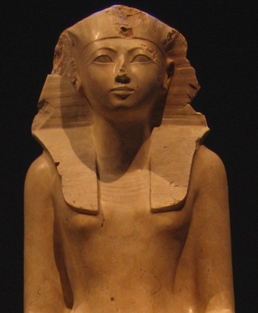
Hatshepsut

La sociedad egipcia de la antigüedad, como muchas otras civilizaciones de la época, utilizaban la religión como punto de referencia. Así se justificó el derecho al trono de los faraones: en tanto que eran ungidos de los dioses, tenían derecho divino al trono.
Generalmente, en las sociedades antiguas la transmisión del derecho a gobernar era por línea masculina: El hijo heredaba el poder, y en el caso en que el rey no hubiera tenido ninguno, el trono recaía en los miembros masculinos más cercanos de la familia, tal como hermanos, primos o tíos. Pues aunque el monarca tuviera hijas, estas no podían alcanzar el poder, salvo en el caso de que las hubieran casado con el futuro rey.
En la civilización egipcia, esta obligación de transmisión masculina tuvo diferente valor; la «sangre real» era el factor de legitimidad divina, el criterio determinante para el acceso al trono: esa legitimidad la transmitían las mujeres, por lo que los herederos varones de esposas secundarias se casaban con sus medio hermanas, hijas de la Gran Esposa Real, que a su vez eran hijas de la anterior Gran Esposa Real. Por eso, la «esencia divina» podía ser entregada a la Gran Esposa Real, como fue el caso de Nefertiti, casada con Akenatón.
En algunas ocasiones, los egipcios prefirieron ser gobernados por una mujer de sangre real (por lo tanto divina, según la religión) antes que por un hombre que no la tuviera. Por eso, en tiempos de crisis sucesorias, las mujeres accedían al poder. En ese caso, la reina faraón adoptaba todos los símbolos masculinos, por lo que existen dudas del sexo de ciertos faraones, que podrían ser mujeres.
En la Dinastía XVIII, tras la muerte de Amenhotep I, su sucesor Thutmose I era solo el hijo de una esposa secundaria del faraón difunto; su matrimonio con Ahmose, hermana de Amenhotep, le permitíó ser legitimado divinamente. En la generación siguiente, la princesa Hatshepsut, la hija de Thutmose I y de su Gran Esposa Real, permite a Thutmose II, hijo de una esposa secundaria y por lo tanto medio hermano de la princesa, la subida al trono al casarse esta con él.

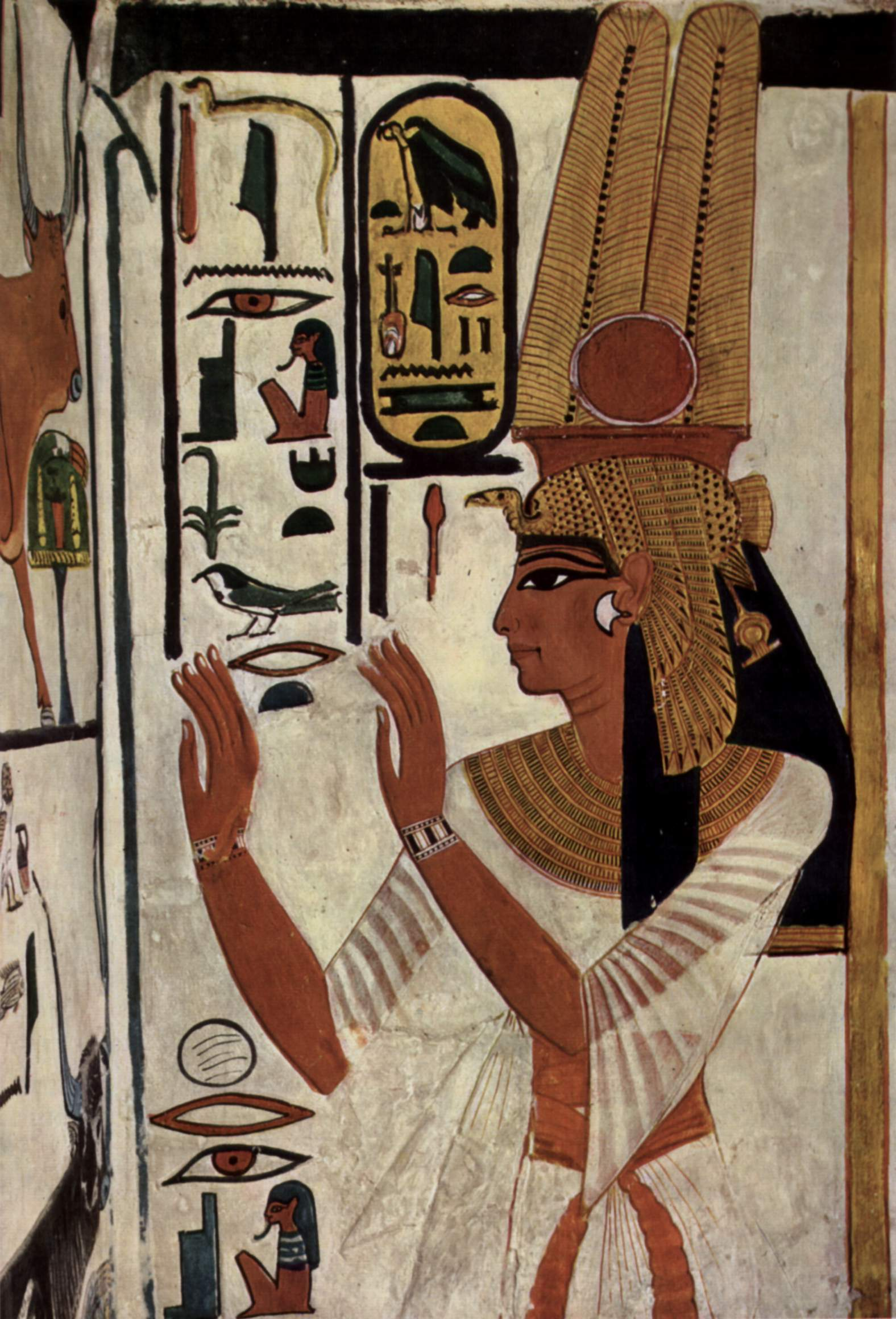
Nefertari.

No fue raro en Egipto ver a las mujeres ascender al trono, como hizo Hatshepsut, que lo ocupó en lugar de su sobrino Thutmose III, o la famosa Cleopatra, Cleopatra VII (69 a 30 a. C.), que expulsó a su hermano Ptolomeo XIII del trono. Fue tan conocida por su belleza como por sus amores sucesivos con Julio César y Marco Antonio, dependiendo ambos de ella para legitimar su coronación como reyes de Egipto.
Entre las reinas-faraón más conocidas están:
- Nitocris, de la Dinastía VI.
- Neferusobek de la Dinastía XII.
- Hatshepsut de la Dinastía XVIII.
- Semenejkara de la Dinastía XVIII, aunque existen dudas.
- Tausert de la Dinastía XIX.
- Cleopatra VII de la Dinastía ptolemaica.

Es necesario tener también en cuenta el papel considerable, tanto en el aspecto político como en el diplomático, de varias Grandes Esposas Reales:
- Tiy, esposa de Amenhotep III, que la hizo Gran Esposa a pesar de no ser de sangre real.
- Nefertiti, esposa de Amenhotep IV, fiel colaboradora y posible regente.
- Nefertari, esposa de Ramsés II, del que fue consejera.

En el Imperio Nuevo la Gran Esposa Real era investida a menudo de un papel divino: «esposa del dios», «mano del dios»; Hatshepsut fue la primera Gran Esposa (de Thutmose II) que recibió este último título.
Véase también: Las Reinas de Amarna.

## Hatshepsut, la reina-faraón
Una de las más conocidas soberanas reinantes fue Hatshepsut Tausert, esposa de Tutmosis II, esta mujer era la única portadora de sangre puramente real, al haber nacido del matrimonio de Thutmosis I y de su reina, autoproclamada reina-faraón, bajo el nombre de Maatkara Hatshepsut-Jenemetamón, ella ocupaba el cargo de «esposa de dios» el cual cedió a su hija Neferura después de haber ocupado el cargo de faraón por de la muerte de su esposo. Tutmosis III, hijo de una esposa menor, no cumplía con la mayoría de edad para asumir el cargo de faraón, así que Hatshepsut tomó el poder hasta que este tuviera la edad de asumir el puesto. Es aquí cuando se presenta la disputa entre ambos, pues Tutmosis III cumple la mayoría de edad y Hatshepsut tendría que delegarle el poder, así que ella decidió emplear la figura de la diarquía, en la cual ambos llevarían la guía del imperio. Siendo ella el factor más trascendental e importante. Para poder dar este impresionante salto, la audaz Hatshepsut tuvo antes que labrarse un bien seleccionado círculo de aliados, entre los que estaba el sumo sacerdote de Amón, Hapuseneb.
A cambio de sabrosas donaciones e inmensos privilegios, la jerarquía religiosa se declaró fiel a Hatshepsut, y con ella toda la nación. Así, se mantuvo en el trono junto a su hijastro durante veintidós años.
Durante su mandato Hatshepsut realizó una misión comercial a la tierra de Opone, país situado en la costa de África que llegaba hasta el mar rojo, cuyo objetivo era traer panteras, pieles de leopardo, incienso, maderas marfil, oro, etc.; emprendió muy pocas acciones militares y numerosas empresas arquitectónicas y comerciales. Quizás la más sobresaliente de todas estas fuera la construcción del templo funerario de la reina en Deir el-Bahari, un lugar muy hermoso y de exquisita finura, diseñado por su fiel arquitecto Senenmut.
Aunque posteriormente la figura de Hatshepsut sería perseguida por el celoso Thutmose III y por sus sucesores, lo cierto es que su reinado no tuvo nada de problemático, sino todo lo contrario. Enriqueció considerablemente al clero, y se dedicó por entero a erigir templos y obeliscos a la gloria de los dioses, pero no fue una irresponsable, y supo proteger al país de todas sus amenazas, tanto internas como externas. De no ser por los reinados de Thutmose I y de Hatshepsut, no se podrían haber sentado las bases del Imperio Nuevo egipcio, su etapa de máximo esplendor.

## La mujer en distintas profesiones
A lo largo de la historia del Antiguo Egipto la mujer, demostró que podía desempeñar cargos públicos importantes como el de Faraón, del mismo modo que lo desempeñaban los hombres, lo único que necesitaban era la oportunidad de desempeñarse. 

Esos dos se comportan según las costumbres de Egipto en su carácter y en la forma de vivir. Allá, en efecto los varones están sentados en casa ocupados en el telar y en cambio sus compañeras, buscan siempre fuera de casa los sustentos de la vida.
Sófocles

Las mujeres ocupaban puestos de escriba en diferentes categorías de la administración del Estado. Existieron mujeres funcionarias de alto rango.

## Divina adoratriz de Amón

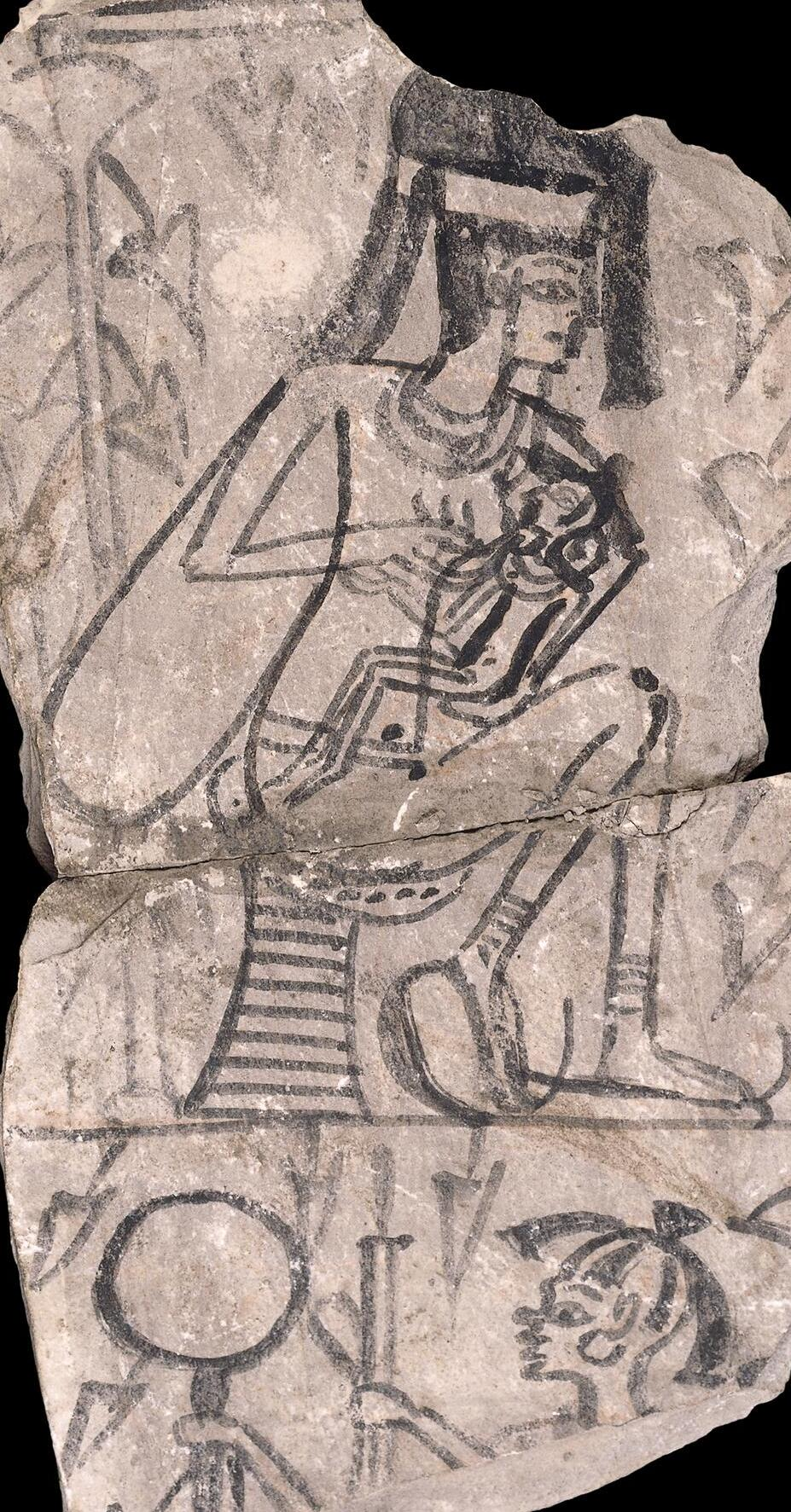
mujer amamantando a un bebé, Periodo remesida, 1295BC-1069BC.

El título de divina adoratriz de Amón correspondía a ciertas mujeres asignadas al servicio de Amón, igual que las hubo al servicio de la diosa Hathor, Atum, Min o Sobek, que fue ostentado por mujeres de distintas categorías. No se tiene información precisa acerca de la función de estas servidoras antes de la Dinastía XXIII, que solo eran requeridas durante los ritos del culto de Amón. También se las llamaba «mano del dios» y «esposas del dios», sin que esta unión mística supusiese un impedimento al matrimonio ni a la maternidad. Estaban dotadas de poder espiritual, pero también con un gran poder temporal en Tebas.
Bajo el reinado de Amosis I, la función fue atribuida a la reina Ahmose-Nefertari, que obtuvo el nombre de esposa del dios y Mano del dios, y desde entonces fue ejercida por las Esposas Reales o por sus hijas, adquiriendo tal prestigio, que las reinas debían ser sus descendientes, que a su vez se convertían en nuevas Esposas del dios.
Este sacerdocio femenino pierde importancia en la familia real a partir del reinado de Tutmosis IV, disminuyendo el número de adoratrices de Amón, y finalmente asumirán la función de Esposa del dios las princesas y no la reina. A partir de la Dinastía XXVI, estas mujeres fueron parte de los gobernantes de Egipto, administrando el templo de Amón en Tebas con sus grandes posesiones.

## Orden jurídico
Legalmente se cree que existía una teórica igualdad jurídica, que se irá limitando con el tiempo, a medida que se vayan produciendo nuevas invasiones. La condición de la mujer y su ascenso a cargos importantes en el Reino Antiguo se vio afectada en la época del Reino Medio volviendo a surgir en el Reino Nuevo.

Siendo así a medida en que el tiempo avanzaba y llegaran nuevos pobladores: asirios, griegos… que las libertades de la mujer se verán reducidas paulatinamente.
Albalat Danibia

El orden jurídico que se vivía en Egipto y la importante participación de la mujer dentro de ella, fue un aspecto inigualable que pocas culturas lograron obtener. El valor de la mujer y su reconocimiento en los diferentes ámbitos profesionales llevó a la mujer egipcia a postularse como influyente y necesaria dentro de la política del Antiguo Egipto.

Ninguna sociedad, antigua o actual, quitando algunas occidentales en los tiempos más recientes, ha valorado o valora tanto a la mujer como lo hacían los antiguos egipcios.
Miranda

Por lo mismo de que Egipto era imperio con mayor cultura incluyente hacia la mujer, al momento de ser investigado, algunos académicos intentan justificar el hecho de que las madres eran las que contaban más que el varón, debido a que los padres eran desconocidos o dudosos. Cuestión que denota la situación en la que aún existe la disminución de las aptitudes y logros femeninos dentro de una sociedad. Lo que nos hace admirar aún más el reconocimiento que se hacía a las mujeres en una época tan antigua.

## Funcionarias

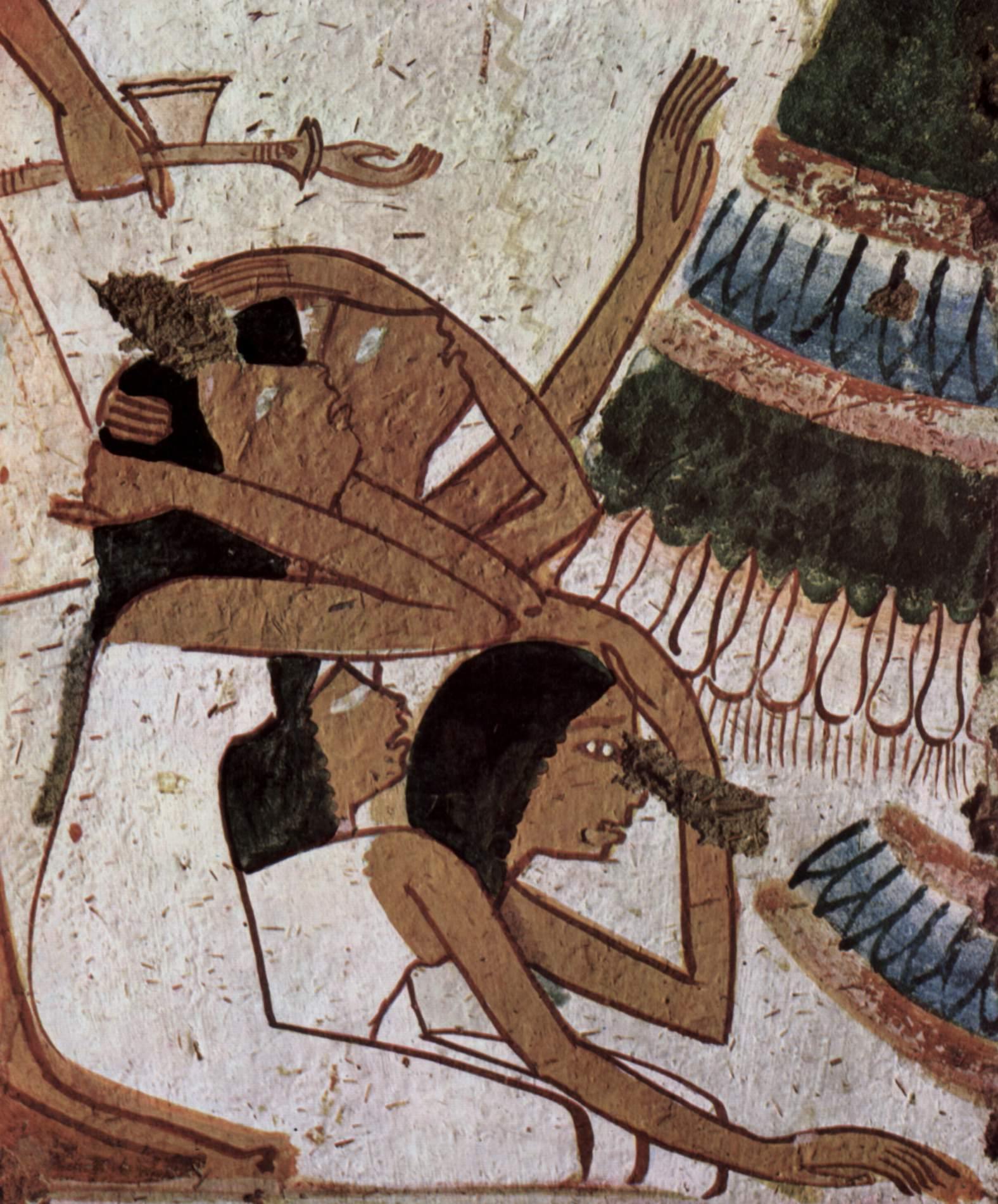
Plañideras

Entre las mujeres que fueron funcionarias de alto rango, se puede citar a Nebet, una chaty de la Dinastía VI. No obstante, es necesario indicar que encontrar una mujer con tal responsabilidad era extremadamente raro, y será necesario aguardar a la Dinastía XXVI para encontrar la misma situación. Excepto en el Imperio Nuevo, donde toda «función pública» fue atendida por varones, las mujeres ocuparon puestos de escriba de diferentes categorías en la administración, cargos muy importantes ya que en sus manos estaba la economía del país.

## Plañideras
Eran mujeres a las que se pagaba para que acompañasen al cortejo fúnebre, al que precedían danzando, llorando y lamentándose, en recuerdo del difunto. En el antiguo Egipto, se purificaban previamente masticando natrón, y se perfumaban con incienso; vestían totalmente de blanco o azul y usaban pelucas rizadas de las que se arrancaban los cabellos. También eran llamadas «cantoras de la diosa Hator».

## Empresarias
La mujer egipcia mantenía su independencia después del matrimonio, y podía tener su propio negocio, pudiendo ejercer una amplia variedad de oficios: había comadronas, tejedoras, intendentes; o bien colaboraban con el negocio de su marido, ayudándole. Esto último era particularmente frecuente entre los campesinos, entre los cuales era habitual compartir el trabajo con toda la familia.

## Varios
Había más trabajos que desarrollaban las mujeres, como tocar instrumentos musicales o danzar, muchas veces una ocupación de las esclavas de la casa durante el Imperio Nuevo. También, en la casa Jeneret, se enseñaba a las damas de la familia real y a las aristócratas, música y danza.